# Liste tibetischer Schriftsteller
Liste chronologisch

## 7.–10. Jahrhundert
| Name                        | Lebensdaten           | Umschrift nach Wylie                | Weitere Titel           | In Kürze |
| --------------------------- | --------------------- | ----------------------------------- | ----------------------- | --- |
| Thonmi Sambhota             | 7. Jahrhundert        | thon mi sam bho ta                  | -                       | Erfinder der tibetischen Schrift |
| Yeshe Tshogyel              | 8. Jahrhundert        | ye shes mtsho rgyal                 | Prinzessin von Kharchen | Gefährtin Padmasambhavas |
| Nampar Nangdze Lotsawa      | 8. Jahrhundert        | rnam par snang mdzad lo tsa ba      | Vairocana (Übersetzer)  | Übersetzer buddhistischer Lehren zur Zeit der ersten Übersetzungsphase buddhistischer Schriften aus dem indischen Sanskrit ins Tibetische |
| Padmasambhava               | 8. bis 9. Jahrhundert | pad ma 'byung gnas                  | Guru Rinpoche           | brachte den Buddhismus nach Tibet |
| Yuthog Nyingma Yönten Gönpo | 708–833               | g.yu thog rnying ma yon tan mgon po | -                       | Verfasser eines Grundlagenwerks zur tibetischen Medizin (rgyud bzhi; Gyüshi)                                                              |
| Lochen Rinchen Sangpo       | 958–1055              | lo chen rin chen bzang po           | -                       | gilt als erster Übersetzer von Sarma-Texten                                                                                               |
| Drogmi Lotsawa              | 993–1050              | brog mi lo tsa ba                   | -                       | bedeutender Übersetzer von Sarma-Texten auf den sich vor allem die Sakya-Tradition beruft                                                 |

## 11. Jahrhundert
| Name                         | Lebensdaten    | Umschrift nach Wylie               | Weitere Titel      | In Kürze                                           |
| ---------------------------- | -------------- | ---------------------------------- | ------------------ | -------------------------------------------------- |
| Macig Labdrön                | 11. Jh–12. Jh. | ma gcig lab sgron                  | Dorje Düdul Chenmo | berühmte Yogini, verbreitete die Cö Lehre in Tibet |
| Tertön Sanggye Lama          | 1000–1080      | gter ston sangs rgyas bla ma       | -                  | gilt als 1. Tertön                                 |
| Marpa                        | 1012–1097      | mar pa                             | Lotsawa            | bedeutender Übersetzer von Sarma-Texten            |
| Milarepa                     | 1040–1123      | mi la ras pa                       | Jetsün             | berühmter Yogi, für seine Vajra-Lieder bekannt     |
| Bari Lotsawa Rinchen Drag    | 1040–1111      | ba ri lo tsa ba rin chen grags     | 2. Sakya Thridzin  | schrieb u. a. die Einhundert Sadhanas des Bari     |
| Langri Thangpa               | 1054–1123      | glang ri thang pa                  | Geshe              | Kadam-Tradition                                    |
| Patshab Lotsawa Nyima Dragpa | 1055–?         | pa tshab lo tsa ba nyi ma grags pa | -                  | übersetzte viele Madhyamaka Texte ins Tibetische   |
| Gampopa                      | 1079–1153      | sgam po pa                         | Sönam Rinchen      | Gründer der Kagyü                                  |
| Sachen Künga Nyingpo         | 1092–1158      | sa chen kun dga’ snying po         | 3. Sakya Thridzin  | systematisierte die Lehren der Sakya-Tradition     |

## 12. Jahrhundert
| Name                          | Lebensdaten     | Umschrift nach Wylie                   | Weitere Titel     | In Kürze                                                                                 |
| ----------------------------- | --------------- | -------------------------------------- | ----------------- | ---------------------------------------------------------------------------------------- |
| Ngoje Repa                    | 12. Jahrhundert | ngo rje ras pa                         | -                 | wichtiger Philosoph der Drigung-Kagyü                                                    |
| Chekawa Yeshe Dorje           | 1101–1175       | 'chad ka ba ye shes rdo rje            | -                 | schrieb u. a. die Sieben Punkte des Geistestrainings                                     |
| Phagmodrupa Dorje Gyelpo      | 1110–1170       | phag mo gru pa rdo rje rgyal po        | -                 | -                                                                                        |
| Nyang Ral Nyima Öser          | 1124–1192       | nyang ral nyi ma 'od zer               | Tertön            | -                                                                                        |
| Yuthog Sarma Yönten Gönpo     | 1126–1202       | g.yu thog gsar ma yon tan mgon po      | -                 | Beiträge zur tibetischen Medizin                                                         |
| Sönam Tsemo                   | 1142–1182       | bsod nams rtse mo                      | 4. Sakya Thridzin | -                                                                                        |
| Jigten Gönpo                  | 1143–1217       | 'jig rten mgon po                      | Drigungpa         | -                                                                                        |
| Dragpa Gyeltshen              | 1147–1216       | grags pa rgyal mtshan                  | 5. Sakya Thridzin | u. a. Kommentar zu Ashvagoshas Fünfzig Versen: Die Methode für den Umgang mit einem Guru |
| Sakya Pandita Künga Gyeltshen | 1182–1251       | sa skya pandi ta kun dga’ rgyal mtshan | 6. Sakya Thridzin | -                                                                                        |

## 13. Jahrhundert
| Name                     | Lebensdaten  | Umschrift nach Wylie            | Weitere Titel              | In Kürze                                                                      |
| ------------------------ | ------------ | ------------------------------- | -------------------------- | ----------------------------------------------------------------------------- |
| Karma Pakshi             | 1204–1283    | karma pak shi                   | 2. Karmapa                 | verfasste über hundert Texte zum Buddhismus die in Tshurphu aufbewahrt wurden |
| Guru Chöwang             | 1212–1270    | gu ru chos dbang                | Tertön                     | -                                                                             |
| Grogön Chögyel Phagpa    | 1235–1279/80 | 'gro mgon chos rgyal 'phags pa  | 7. Sakya Thridzin          | Entwickler der Phagpa-Schrift                                                 |
| Rangjung Dorje           | 1284–1339    | rang byung rdo rje              | 3. Karmapa                 | -                                                                             |
| Butön Rinchen Drub       | 1290–1364    | bu ston rin chen grub           | 11. Abt des Klosters Shalu | katalogisierte tausende religiöse und philosophische Schriften                |
| Dölpopa Sherab Gyeltshen | 1292–1361    | dol po pa shes rab rgyal mtshan | -                          | siehe auch Jonang, Kalachakra                                                 |

## 14. Jahrhundert
| Name                   | Lebensdaten     | Umschrift nach Wylie           | Weitere Titel                              | In Kürze                                                                     |
| ---------------------- | --------------- | ------------------------------ | ------------------------------------------ | ---------------------------------------------------------------------------- |
| Karma Lingpa           | 14. Jahrhundert | karma gling pa                 | Tertön                                     | -                                                                            |
| Longchen Rabjam        | 1308–1363       | klong chen rab 'byams          | Longchenpa, Tertön                         | Verfasser verschiedener Schriften zu Dzogchen und buddhistischer Philosophie |
| Tshelpa Künga Dorje    | 1309–1364       | tshal pa kun dga' rdo rje      | -                                          | Verfasser der Roten Annalen                                                  |
| Orgyen Lingpa          | 1323–?          | o rgyan gling pa               | Tertön                                     | -                                                                            |
| Rigdzin Gödem          | 1337–1409       | rig 'dzin rgod ldem            | -                                          | entdeckte die Terma-Texte der nördlichen Schätze                             |
| Rölpe Dorje            | 1340–1383       | rol pa'i rdo rje               | 4. Karmapa                                 | Verfasser vieler Dohas                                                       |
| Dorje Lingpa           | 1346–1405       | rdo rje gling pa               | Tertön                                     | -                                                                            |
| Rendawa Shönnu Lodrö   | 1349–1412       | red mda' ba gzhon nu blo gros  | -                                          | -                                                                            |
| Tsongkhapa             | 1357–1419       | tsong kha pa                   | 1. Ganden Thripa                           | Reformator des tibetischen Buddhismus, Gründer der Neuen-Kadampa, Gelug      |
| Gyeltshab Je           | 1364–1432       | rgyal tshab rje                | Gyeltshab Dharma Rinchen, 2. Ganden Thripa | verfasste u. a. einen bekannten Kommentar zu Shantidevas Bodhicharyavatara   |
| Penchen Chogle Namgyel | 1376–1451       | pan chen phyogs las rnam rgyal | -                                          | berühmter Gelehrter der Bodong-Tradition                                     |
| Khedrub Je             | 1385–1438       | mkhas grub rje                 | 3. Ganden Thripa, 1. Penchen Lama          | -                                                                            |
| Gendün Drub            | 1391–1475       | dge 'dun grub                  | 1. Dalai Lama                              | u. a. Training the Mind in the Great Way                                     |
| Gö Lotsawa Shönnu Pel  | 1392–1481       | 'gos lo tsa ba gzhon nu dpal   | -                                          | u. a. Verfasser der Blauen Annalen                                           |

## 15. Jahrhundert
| Name                         | Lebensdaten     | Umschrift nach Wylie                  | Weitere Titel             | In Kürze |
| ---------------------------- | --------------- | ------------------------------------- | ------------------------- | --- |
| Pengar Jampel Sangpo         | 15. Jahrhundert | ban sgar ba 'jam dpal bzang po        | -                         | Verfasser eines berühmten Mahamudra-Linien Bittgebets |
| Ratna Lingpa                 | 1403–1478       | rat na gling pa                       | Tertön                    | - |
| Khedrub Norsang Gyatsho      | 1423–1513       | mkhas grub nor bzang rgya mtsho       | -                         | - |
| Gorampa Sönam Sengge         | 1429–1489       | go rams pa bsod nams seng ge          | -                         | - |
| Pema Lingpa                  | 1450–1521       | padma gling pa                        | Tertön                    | - |
| Tsang Nyon Heruka            | 1452–1507       | gtsang smyon he ru ka                 | -                         | verfasste u. a. eine Biografie Marpas und Milarepas |
| Chödrag Gyatsho              | 1454–1506       | chos grags rgya mtsho                 | 7. Karmapa                | verfasste viele Texte, darunter einen Kommentar zum Abhisamayalamkara (Mahayana-Sutras) und sein bekanntestes Werk Der Ozean der Beweisführung, ein Kommentar zur Pramana-Literatur |
| Sera Jetsün Chökyi Gyeltshen | 1469–1544       | se ra rje btsun chos kyi rgyal mtshan | -                         | Verfasser von Lehrbüchern, die u. a. in Ganden studiert werden |
| Gendün Gyatsho               | 1475–1542       | dge 'dun rgya mtsho                   | 2. Dalai Lama             | Mystische Verse und Visionen des zweiten Dalai Lama |
| Penchen Sönam Dragpa         | 1478–1554       | pan chen bsod nams grags pa           | 15. Ganden Thripa         | u. a. Verfasser der Neuen roten Annalen (deb ther dmar po gsar ma) |
| Ngari Penchen                | 1487–1542       | mnga' ris pan chen                    | -                         | - |
| Gotshang Repa                | 1494–1570       | rgod tshang ras pa                    | -                         | - |
| Ngorchen Könchog Lhündrub    | 1497–1557       | ngor chen dkon mchog lhun grub        | 10. Abt des Ngor-Klosters | u. a. Verfasser der „Drei Visionen“ (Grundlagenwerk der Sakya-Schule) |

## 16. Jahrhundert
| Name                     | Lebensdaten | Umschrift nach Wylie            | Weitere Titel   | In Kürze |
| ------------------------ | ----------- | ------------------------------- | --------------- | --- |
| Tsuglag Threngwa         | 1504–1566   | gtsug lag 'phreng ba            | 2. Nenang Pawo  | historische Texte |
| Mikyö Dorje              | 1507–1554   | mi bskyod rdo rje               | 8. Karmapa      | hat viele Texte und Kommentare zum Sutrayana, sowie Instruktionen zu den Tantras geschrieben                                                     |
| Pema Karpo               | 1527–1592   | padma dkar po                   | -               | Meister der Drugpa-Kagyü |
| Sönam Gyatsho            | 1543–1588   | bsod nams rgya mtsho            | 3. Dalai Lama   | Der Stufenpfad: Geläutertes Gold, Lamrim |
| Wangchug Dorje           | 1556–1603   | dbang phyug rdo rje             | 9. Karmapa      | schrieb u. a. auch drei Mahamudra-Texte |
| Lobsang Chökyi Gyeltshen | 1570–1662   | blo bzang chos kyi rgyal mtshan | 4. Penchen Lama | Verfasser eines bekannten Lamrim |
| Taranatha                | 1575–1634   | tA ra nA tha                    | Jonang          | verfasste ein wichtiges Grundlagenwerk über die Geschichte des Buddhismus in Indien und ein einzigartiges Werk zu den „fünf Lehren des Maitreya“ |

## 17. Jahrhundert
| Name                     | Lebensdaten | Umschrift nach Wylie               | Weitere Titel             | In Kürze                                                                              |
| ------------------------ | ----------- | ---------------------------------- | ------------------------- | ------------------------------------------------------------------------------------- |
| Tsele Natshog Rangdröl   | 1608–?      | rtse le sna tshogs rang grol       | Tsele Gotsangpa           | -                                                                                     |
| Ngawang Lobsang Gyatsho  | 1617–1682   | ngag dbang blo bzang rgya mtsho    | 5. Dalai Lama             | u. a. fünfundzwanzig versiegelte Belehrungen                                          |
| Ngawang Lobsang Chöden   | 1642–1714   | ngag dbang blo bzang chos ldan     | 2. Cangkya Qutuqtu        | -                                                                                     |
| Terdag Lingpa            | 1646–1714   | gter bdag gling pa                 | Gyurme Dorje              | -                                                                                     |
| Sanggye Phüntshog        | 1649–1705   | sangs rgyas phun tshogs            | 25. Abt des Ngor-Klosters | -                                                                                     |
| Sanggye Gyatsho          | 1653–1705   | sangs rgyas rgya mtsho             | Desi                      | u. a. Verfasser des „Blauen Beryll“                                                   |
| Lochen Dharmashri        | 1654–1717   | lo chen dharma shrI                | Minling                   | -                                                                                     |
| Samten Lingpa            | 1655–?      | bsam gtan gling pa                 | Taksham Nüden Dorje       | -                                                                                     |
| Tshangyang Gyatsho       | 1683–1706   | tshangs dbyangs rgya mtsho         | 6. Dalai Lama             | ihm werden zahlreiche Gedichte oft weltlichen Inhalts von großer Poesie zugeschrieben |
| Dokhar Tshering Wanggyel | 1697–1763   | mdo mkhar ba tshe ring dbang rgyal | -                         | Verfasser der Novelle gzhon nu zla med kyi gtam rgyud                                 |
| Rigdzin Tshewang Norbu   | 1698–1755   | rig 'dzin tshe dbang nor bu        | Kathog                    | -                                                                                     |

## 18. Jahrhundert
| Name                         | Lebensdaten | Umschrift nach Wylie                  | Weitere Titel     | In Kürze |
| ---------------------------- | ----------- | ------------------------------------- | ----------------- | --- |
| Chökyi Chungne               | 1700–1774   | chos kyi 'byung gnas                  | 8. Tai Situpa     | Autor vieler wichtiger Werke, Verfasser einer umfassenden Grammatik der tibetischen Sprache die noch heute studiert wird |
| Kelsang Gyatsho (Dalai Lama) | 1708–1757   | skal bzang rgya mtsho                 | 7. Dalai Lama     | u. a. Erklärung des Mandala-Rituals des Glorreichen Vajra Akshobhya Guhyasamaja                                          |
| Jigme Lingpa                 | 1729–1798   | 'jigs med gling pa                    | Rigdzin, Tertön   | - |
| Thuken Lobsang Chökyi Nyima  | 1737– 1802  | thu'u bkwan blo bzang chos kyi nyi ma | 3. Thuken         | u. a. Verfasser des „Kristallspiegel der philosophischen Lehrsysteme“ (grub mtha' shel gyi me long)                      |
| Jampel Gyatsho               | 1758–1804   | 'jam dpal rgya mtsho                  | 8. Dalai Lama     | - |
| Getse Mahapandita            | 1761–1829   | dge rtse pan chen                     | Tshewang Chokdrub | - |
| Tenpe Nyima                  | 1782–1853   | bstan pa'i nyi ma                     | 7. Penchen Lama   | u. a. Verfasser des Rinjung Lhantab                                                                                      |

## 19. Jahrhundert
| Name                          | Lebensdaten | Umschrift nach Wylie                        | Weitere Titel          | In Kürze                                          |
| ----------------------------- | ----------- | ------------------------------------------- | ---------------------- | ------------------------------------------------- |
| Orgyen Jigme Chökyi Wangpo    | 1808–1887   | o rgyan 'jigs med chos kyi dbang po         | Peltrül Rinpoche       | -                                                 |
| Nüden Dorje                   | 1809–1872   | nus ldan rdo rje                            | Drophan Lingpa         | Tertön der nördlichen Schätze                     |
| Jamgön Kongtrül Lodrö Thaye   | 1813–1899   | 'jam mgon kong sprul blo gros mtha' yas     | Yungdrung Lingpa       | Schatz wiederentdeckter Lehren                    |
| Jamyang Khyentse Wangpo       | 1820–1892   | 'jam dbyangs mkhyen brtse’i dbang po        | -                      | Sadhanas und andere Praktiken der Sakya, 14 Bände |
| Choggyur Lingpa               | 1829–1870   | mchog gyur gling pa                         | Tertön                 | -                                                 |
| Düdjom Lingpa                 | 1835–1904   | bdud 'joms gling pa                         | Tertön                 | -                                                 |
| Ju Mipham Namgyel Gyatsho     | 1846–1912   | 'ju mi pham rnam rgyal rgya mtsho           | Mipham Rinpoche        | -                                                 |
| Jamyang Loter Wangpo          | 1847–1914   | 'jam dbyangs blo gter dbang po              | -                      | Sadhanas und andere Praktiken der Sakya, 14 Bände |
| Shardze Trashi Gyeltshen      | 1859–1935   | shar rdza bkra shis rgyal mtshan            | -                      | siehe auch Bön                                    |
| Jigme Tenpe Nyima             | 1865–1926   | 'jigs med bstan pa'i nyi ma                 | 3. Dodrubchen Rinpoche | -                                                 |
| Pema Namgyel                  | 1871–1926   | pad ma rnam rgyal                           | 4. Shechen Gyeltshab   | -                                                 |
| Thubten Gyatsho               | 1876–1933   | thub bstan rgya mtsho                       | 13. Dalai Lama         | -                                                 |
| Phabongkha Dechen Nyingpo     | 1878–1941   | pha bong kha pa bde chen snying po          | -                      | -                                                 |
| Ngawang Pelsang               | 1879–1941   | ngag dbang dpal bzang                       | -                      | -                                                 |
| Jamyang Khyentse Chökyi Lodrö | 1896–1959   | 'jam dbyangs mkhyen brtse chos kyi blo gros | -                      | Rime Meister                                      |

## 20. Jahrhundert
| Name                                 | Lebensdaten         | Umschrift nach Wylie                              | Weitere Titel                                                                   | In Kürze                                                                         |
| ------------------------------------ | ------------------- | ------------------------------------------------- | ------------------------------------------------------------------------------- | -------------------------------------------------------------------------------- |
| Lobsang Yeshe Tendzin Gyatsho        | 1901–1981           | blo bzang ye shes bstan 'dzin rgya mtsho          | 3. Trijang Rinpoche                                                             | verfasste u. a. den Text zur Gyallu                                              |
| Thubten Lungtog Tendzin Thrinle      | 1903–1983           | thub bstan lung rtogs bstan 'dzin 'phrin las      | 97. Ganden Thripa, 6. Ling Rinpoche                                             | u. a. Literatur zu Vajrabhairava                                                 |
| Gendün Chöphel                       | 1903 oder 1905–1951 | dge 'dun chos 'phel                               | -                                                                               | Verfasser der Weißen Annalen und der tibetischen Kunst der Liebe                 |
| Jigdrel Yeshe Dorje                  | 1904–1987           | 'jigs bral ye shes rdo rje                        | 2. Düdjom Rinpoche, 1. Oberhaupt der Nyingmapa                                  | siehe auch Terma                                                                 |
| Karma Rangjung Künkhyab Thrinle      | 1905–1989           | kar ma ran byun kun khyab                         | 2. Kalu Rinpoche                                                                | Shangpa-Kagyü                                                                    |
| Wangchug Deden Shakabpa              | 1908–1989           | zhwa sgab pa dbang phyug bde ldan                 | Tsipön                                                                          | Historiker                                                                       |
| Dilgo Khyentse                       | 1910–1991           | dil mgo mkhyen brtse                              | 1987 bis 1991 Oberhaupt der Nyingma-Schule des tibetischen Buddhismus           | -                                                                                |
| Dorje Yudon Yuthok                   | * 1912              | -                                                 | -                                                                               | -                                                                                |
| Chatral Sanggye Dorje                | * 1913              | bya bral sangs rgyas rdo rje                      | Chatral Rinpoche                                                                | -                                                                                |
| Gendün Rinpoche                      | 1918–1997           | dge 'dun rin po che                               | -                                                                               | -                                                                                |
| Geshe Rabten                         | 1920–1986           | dge bshes rab brtan                               | -                                                                               | Autor einer Reihe von bedeutenden Büchern über den Buddhismus                    |
| Trülku Orgyen                        | 1920–1996           | sprul sku o rgyan                                 | -                                                                               | -                                                                                |
| Khetsün Sangpo                       | * 1920              | mkhas btsun bzang po                              | -                                                                               | -                                                                                |
| Phüntshog Wanggyel                   | * 1922              | phun tshogs dbang rgyal                           | Goranangpa                                                                      | Gründer der Tibetan Communist Party                                              |
| Thubten Jigme Norbu                  | 1922–2008           | thub bstan 'jigs med nor bu                       | Taktser Rinpoche                                                                | -                                                                                |
| Tendzin Chödrag                      | 1922–2001           | bstan 'dzin chos grags                            | -                                                                               | ehemaliger Leibarzt des 14. Dalai Lama                                           |
| Gyatrül Rinpoche                     | * 1924              | rgya sprul rin po che                             | -                                                                               | u. a. Beiträge zum Bardo                                                         |
| Khenpo Karthar Rinpoche              | * 1924              | -                                                 | Abt des Karma Triyana Dharmachakra                                              | -                                                                                |
| Tendzin Namdag                       | 1926–2025           | bstan 'dzin rnam-dag                              | Lopön                                                                           | siehe auch Bön                                                                   |
| Dungkar Lobsang Thrinle              | 1927–1997           | dung dkar blo bzang 'phrin las                    | Dungkar Rinpoche                                                                | Historiker, Buddhismusforscher                                                   |
| Lobsang Gyatsho                      | 1928–1997           | blo bzang rgya mtsho                              | Geshe                                                                           | Autor und Gründer des Institute of Buddhist Dialectics Dharmshala, 1997 ermordet |
| Khensur Champa Tegchog               | * 1930              | mkhan zur byams pa theg mchog                     | -                                                                               | -                                                                                |
| Chagdud Trülku                       | 1930–2002           | -                                                 | Rinpoche                                                                        | -                                                                                |
| Kelsang Gyatsho                      | * 1931              | bskal bzang rgya mtsho                            | Geshe                                                                           | Gründer der NKT                                                                  |
| Champa Gyatsho                       | 1932–2007           | byams pa rgya mtsho                               | Geshe                                                                           | -                                                                                |
| Nyoshul Khen Rinpoche                | 1932–1999           | -                                                 | Nyoshul Khenpo                                                                  | -                                                                                |
| Thubten Ngawang                      | 1932–2003           | thub bstan ngag dbang                             | Geshe                                                                           | -                                                                                |
| Ani Pachen                           | 1933–2002           | -                                                 | -                                                                               | Autobiographie                                                                   |
| Thrangu Rinpoche                     | * 1933              | -                                                 | Khenchen                                                                        | -                                                                                |
| Pelden Gyatsho                       | 1933–2018           | dpal ldan rgya mtsho                              | -                                                                               | Autobiografie                                                                    |
| Tarthang Trülku                      | * 1934              | -                                                 | -                                                                               | -                                                                                |
| Tarab Trülku                         | 1934–2004           | -                                                 | -                                                                               | -                                                                                |
| Tendzin Gyatsho                      | * 1935              | bstan 'dzin rgya mtsho                            | 14. Dalai Lama, Geshe                                                           | umfassende Werke zum Buddhismus                                                  |
| Thubten Yeshe                        | 1935–1984           | thub bstan ye shes                                | -                                                                               | Gründer der FPMT                                                                 |
| Samten Gyeltshen Karmay              | * 1936              | bsam gtan rgyal mtshan mkhar rme'u                | -                                                                               | Präsident der International Association of Tibetan Studies von 1996 bis 2000     |
| Trashi Tshering                      | * 1937              | bkra shis tshe ring                               | Geshe                                                                           | -                                                                                |
| Namkhe Norbu                         | 1938–2018           | nam mkha'i nor bu                                 | Chögyel                                                                         | Schriften zu Dzogchen, tibetischer Kultur, tibetischer Kalender                  |
| Akong Rinpoche                       | 1939–2013           | -                                                 | -                                                                               | -                                                                                |
| Champa Lobsang Panglung              | * 1939              | byams pa blo bzang spang lung                     | Panglung Rinpoche                                                               | -                                                                                |
| Lobsang Tendzin                      | * 1939              | blo bzang bstan 'dzin                             | 5. Samdhong Rinpoche, Kalön Thripa des 13. Kashag der tibetischen Exilregierung |                                                                                  |
| Trülku Döndrub                       | * 1939              | sprul sku don grub                                | -                                                                               | -                                                                                |
| Loden Sherab Dagyab                  | * 1940              | blo ldan shes rab brag g.yab                      | Dagyab Rinpoche                                                                 | -                                                                                |
| Bokar Rinpoche                       | 1940–2004           | -                                                 | -                                                                               | u. a. Beiträge zum Bardo                                                         |
| Chögyam Drungpa                      | 1939–1987           | chos rgya drung pa                                | 11. Drungpa Trülku aus Surmang                                                  | -                                                                                |
| Khenchen Pelden Sherab               | * 1941              | mkhan chen dpal ldan shes rab                     | -                                                                               | -                                                                                |
| Könchog Gyeltshen                    | * 1946              | dkon mchog rgyal mtshan                           | Khenpo                                                                          | -                                                                                |
| Thubten Zopa Rinpoche                | 1946–2023           | -                                                 | Lama                                                                            | Gründer der FPMT                                                                 |
| Sogyel Rinpoche                      | 1947–2019           | bsod rgyal rin po che                             | -                                                                               | Verfasser des Tibetischen Buchs vom Leben und vom Sterben                        |
| Dawa Norbu                           | 1949–2006           | zla ba nor bu                                     | -                                                                               | u. a. Verfasser von Red star over Tibet                                          |
| Chökyi Nyima                         | * 1951              | chos kyi nyi ma                                   | -                                                                               | Sohn des Trülku Orgyen, u. a. Beiträge zum Bardo                                 |
| Mipham Chökyi Lodrö                  | * 1952              | mi pham chos kyi blo gros                         | 14. Shamarpa                                                                    | -                                                                                |
| Karma Tshülthrim Gyurme Thrinle      | * 1952              | ka.rma tshul khrims 'gyur med phrin las           | Ringu Trülku                                                                    | u. a. Beiträge zur Rime-Bewegung                                                 |
| Khenpo Namdröl                       | * 1953              | mkhan po rnam grol                                | Rinpoche                                                                        | u. a. Praxiskommentar zu Vajrakilaya                                             |
| Döndrub Gyel                         | 1953–1985           | don grub rgyal                                    | -                                                                               | gilt als Begründer der neuen tibetischen Literatur                               |
| Ngawang Sangpo                       | * 1954              | ngag dbang bzang po                               | -                                                                               | -                                                                                |
| Gangteng Trülku                      | * 1955              | sgang steng sprul sku                             | -                                                                               | Dzogchen                                                                         |
| Pasang Yönten                        | * 1955              | pa sangs yon tan                                  | -                                                                               | tibetische Medizin                                                               |
| Trashi Tshering (London)             | * 1958              | bkra shis tshe ring                               | Geshe                                                                           | -                                                                                |
| Alai (Schriftsteller)                | * 1959              | -                                                 | -                                                                               | tibetisch/chinesischer Schriftsteller                                            |
| Trashi Dawa                          | * 1959              | bkra shis zla ba                                  | -                                                                               | Verfasser von An den Lederriemen geknüpfte Seele                                 |
| Tshering Shakya                      | * 1959              | tshe ring sha kya                                 | Tshering Wangdü Shakya                                                          | zeitgenössischer Autor, Historiker                                               |
| Khyentse Norbu                       | * 1961              | mkhyen brtse nor bu                               | Dzongsar Jamyang Khyentse                                                       | -                                                                                |
| Tendzin Wanggyel                     | * 1961              | bstan 'dzin dbang rgyal                           | -                                                                               | u. a. Beiträge zu Traumyoga, Klartraum, Bön                                      |
| Sakyong Mipham                       | * 1963              | -                                                 | -                                                                               | Sohn des Chögyam Drungpa                                                         |
| Karma Sungrab Ngedön Tenpe Gyeltshen | * 1965              | kar ma gsung rab nges don bstan pa'i rgyal mtshan | 7. Dzogchen Pönlop Rinpoche, Abt des Dzogchen Klosters                          | -                                                                                |
| Ngawang Tshognyi Gyatsho             | * 1966              | ngag dbang tshogs gnyis rgya mtsho                | 3. Tshognyi Rinpoche                                                            | Sohn des Trülku Orgyen                                                           |
| Tsering Woeser                       | * 1966              | tshe ring 'od zer                                 | -                                                                               | -                                                                                |
| Khandro Rinpoche                     | * 1967              | mkha' 'gro rin po che                             | -                                                                               | Tochter des Gyurme Künsang Wanggyel                                              |
| Tsering Wangmo Dhompa                | * 1969              | -                                                 | -                                                                               | -                                                                                |
| Anyen Rinpoche                       | * 1969              | -                                                 | -                                                                               | Dzogchen                                                                         |
| Tendzin Tsundü                       | * 1975              | -                                                 | -                                                                               | -                                                                                |
| Trülku Lama Lobsang                  | * 1975              | sprul sku bla ma blo bzang                        | -                                                                               | -                                                                                |
| Yonge Migyur                         | * 1975              | yongs dge mi 'gyur                                | Dorje Rinpoche                                                                  | jüngster Sohn des Trülku Orgyen                                                  |

## Schriftsteller mit tibetischen Namen
| Name                            | Lebensdaten | Umschrift nach Wylie      | Geburtsname             | In Kürze                                                                       |
| ------------------------------- | ----------- | ------------------------- | ----------------------- | ------------------------------------------------------------------------------ |
| Erik Pema Künsang               | -           | Erik pad ma kun bzang     | Erik Hein Schmidt       | Übersetzer und Autor, Gründer von Rangjung Yeshe Translations and Publications |
| Jetsünma Ahkon Lhamo            | * 1939      | -                         | Alyce Zeoli             | 1988 inthronisiert, Pelyül                                                     |
| Lama Chökyi Nyima               | -           | bla ma chos kyi nyi ma    | Richard Barron          | -                                                                              |
| Pema Chödrön                    | * 1936      | pad ma chos sgron         | Deirdre Blomfield-Brown | -                                                                              |
| Ngagpa Chögyam                  | * 1952      | sngags pa chos rgya       | -                       | -                                                                              |
| Geshe Ngawang Wanggyel          | 1901–1983   | ngag dbang dbang rgyal    | -                       | -                                                                              |
| Rigdzin Dorje Gönpo, Vajranatha | -           | rig 'dzin rdo rje mgon po | John Myrdhin Reynolds   | -                                                                              |
| Rigdzin Shigpo                  | -           | rig 'dzin zhig po         | Michael Hookham         | -                                                                              |
| Sanggye Khandro                 | -           | sangs rgyas mkha' 'gro    | Kathleen McDonald       | Light of Berotsana Translation Group                                           |
| Sherab Chödzin                  | * 1939      | shes rab chos 'dzin       | Michael H. Kohn         | -                                                                              |
| Thubten Chödrön                 | * 1950      | thub bstan chos sgron     | Cherry Greene           | -                                                                              |
| Tshülthrim Allione              | * 1947      | tshul khrims Allione      | -                       | -                                                                              |